# عمر بن حفيظ
عمر بن محمد بن سالم بن حفيظ داعية إسلامي ورئيس دار المصطفى للدراسات الإسلامية بتريم وعضو المجلس الاستشاري الأعلى لمؤسسة طابة في أبو ظبي. ينتسب إلى آل بيت رسول الله محمد من أسرة السادة آل باعلوي الحضرمية الهاشمية. يعتبر من أبرز علماء العالم الإسلامي، حيث وصل تأثير دعوته إلى جميع الأقطار في جنوب شرق آسيا وشرق أفريقيا وأوروبا وأمريكا. وتخرج به الآلاف من طلبة العلم والعلماء الذين أصبحوا من أعلام الدعوة إلى الله في مختلف مناطق العالم. أقام العديد من المحاضرات والندوات العلمية، وشارك في حضورعدد من المؤتمرات الإسلامية حول العالم. كما أن له الكثير من برامج التوعية الدينية ودروس متعددة ومقابلات في كثير من القنوات الفضائية.

## نسبه
عمر بن الشهيد محمد بن سالم بن حفيظ بن عبد الله بن أبي بكر بن عيدروس بن عمر بن عيدروس بن عمر بن أبي بكر بن عيدروس بن الحسين بن الشيخ أبي بكر بن سالم بن عبد الله بن عبد الرحمن بن عبد الله بن عبد الرحمن السقاف بن محمد مولى الدويلة بن علي بن علوي الغيور بن  الأستاذ الأعظم الفقيه المقدم محمد بن علي بن محمد صاحب مرباط بن علي خالع قسم بن علوي بن محمد بن علوي بن عبيد الله بن أحمد المهاجر بن عيسى الرومي بن محمد النقيب بن علي العريضي بن جعفر الصادق بن محمد الباقر بن علي زين العابدين بن الحسين السبط بن الإمام علي بن أبي طالب، والإمام علي زوج فاطمة بنت سيد الأولين والآخرين سيدنا محمد عليه أفضل الصلاة وأتم التسليم .
فهو الحفيد 38 لرسول الله محمد في سلسلة نسبه.

## مولده ونشأته
ولد بمدينة تريم بحضرموت في اليمن يوم الإثنين الرابع من شهر محرم سنة 1383 هـ الموافق للسابع والعشرين من مايو 1963 م. ونشأ بها، وحفظ القرآن الكريم، وتربى في أحضان والده في بيئة علمية إسلامية. ثم أخذ علوم الشريعة من قرآن وحديث وفقه وعقيدة وأصول وعلوم اللغة العربية والسلوك على أيدي من أدركهم من علماء حضرموت ومن أهمهم والده مفتي تريم. وابتدأ التدريس وعمل الدعوة إلى الله وهو في الخامسة عشر من العمر مع مواصلة التعلم والأخذ والتلقي.

## انتقاله إلى البيضاء
ثم لما اشتد الوضع بسبب الحكم الشمولي الشيوعي في ذلك الوقت انتقل إلى مدينة البيضاء باليمن في أوائل شهر صفر عام 1402 هـ مواصلا التعليم والدعوة إلى الله، وأقام في رباط الهدار بالبيضاء وقد أخذ فيه عن الحبيب محمد بن عبد الله الهدار، والحبيب زين بن إبراهيم بن سميط. وكان حريصًا على عقد الدروس والمجامع العلمية، كثير الخروج للدعوة إلى الله في مختلف مناطق البيضاء والحديدة وتعز وغيرها من المناطق.

## انتقاله إلى عمان
وفي منتصف عام 1411 هـ توجه إلى سلطنة عمان بطلب من أعيان منطقة صلالة، فأقام فيها مدة سنة ونصف تقريبا داعيًا ومعلمًا ومذكرًا بهدي المصطفى صلى الله عليه وآله وسلم، حيث حرص على عقد الدروس وتقريب الشباب وتبصيرهم بأمور دينهم.

## عودته إلى حضرموت
وفي عام 1413هـ انتقل إلى مدينة الشحر بمحافظة حضرموت حيث واصل إقامة الدروس في رباط الشحر للدراسات الإسلامية بعد افتتاحه، وأقام فيها فترة من الزمان داعيًا ومعلمًا، حيث قصده الكثير من الطلاب من نواحي متعددة من الجمهورية اليمنية وبعض مناطق جنوب شرق آسيا. ثم انتقل منها إلى مدينة تريم، واستقر به المقام فيها، واستقبل أعداد الطلاب القادمين عليه من أنحاء مختلفة من العالم، وابتدأ تأسيس (دار المصطفى للدراسات الإسلامية) عام 1414 هـ/ 1994 م، الذي يسعى إلى غرس الإرث النبوي في ذوات تنشره على الأسس التالية:
- تعليم العلوم الشرعية بالسند المتصل على وجه التحقيق والطريقة الموروثة مع الأخذ بالوسائل والأساليب الحديثة النافعة والربط بالواقع لتيسير التطبيق.[1]
- تزكية النفس بإخلاص القصد وتطهير القلب وتهذيب الأخلاق.
- تنمية القدرة والهمة في حسن البيان وإيصال الخير إلى أوسع نطاق ممكن.

وبعد مواصلة التدريس تم الافتتاح الرسمي لمبنى الدار في يوم الثلاثاء 29 ذي الحجة 1417 هـ/ 6 مايو 1997 م، ولم يزل يتوافد عليه الطلاب والزائرون من مختلف أنحاء العالم، وافتتح المتخرجون من الدار مراكز للتدريس والدعوة إلى الله في عدد من الدول. كما أن له اهتماما بالغًا بنشر التوعية الدينية في مدينة تريم، حيث أقام مجالس متعددة أهمها جلسة الاثنين الأسبوعية التي تعقد في ساحة عامة وسط المدينة ويحضرها المئات من أبناء المدينة. وله زيارات متعددة إلى مناطق مختلفة في ربوع الوطن اليمني، والعديد من المحاضرات في الجامعات والمعاهد والأندية اليمنية.

## شيوخه
تلقى تعليمه على عدد من علماء ومشايخ حضرموت واليمن، كما تردد على الحرمين الشريفين للأخذ عن علمائها، وحصل على إجازات علمية من عدة مشايخ، ومن هؤلاء العلماء:
- والده محمد بن سالم بن حفيظ
- أخوه علي المشهور بن حفيظ
- إبراهيم بن عمر بن عقيل
- محمد بن علوي بن شهاب الدين
- محمد بن عبد الله الهدار
- عبد القادر بن أحمد السقاف
- أحمد مشهور بن طه الحداد
- أحمد بن علي ابن الشيخ أبي بكر بن سالم
- عبد الله بن شيخ العيدروس
- عبد الله بن حسن بلفقيه
- عمر بن علوي الكاف
- أحمد بن حسن الحداد
- سالم بن عبد الله الشاطري
- زين بن إبراهيم بن سميط
- أبو بكر العطاس بن عبد الله الحبشي
- محمد بن علوي المالكي
- فضل بن عبد الرحمن بافضل
- توفيق أمان
- محمد ياسين الفاداني
- عبد الفتاح أبو غدة

## رحلاته

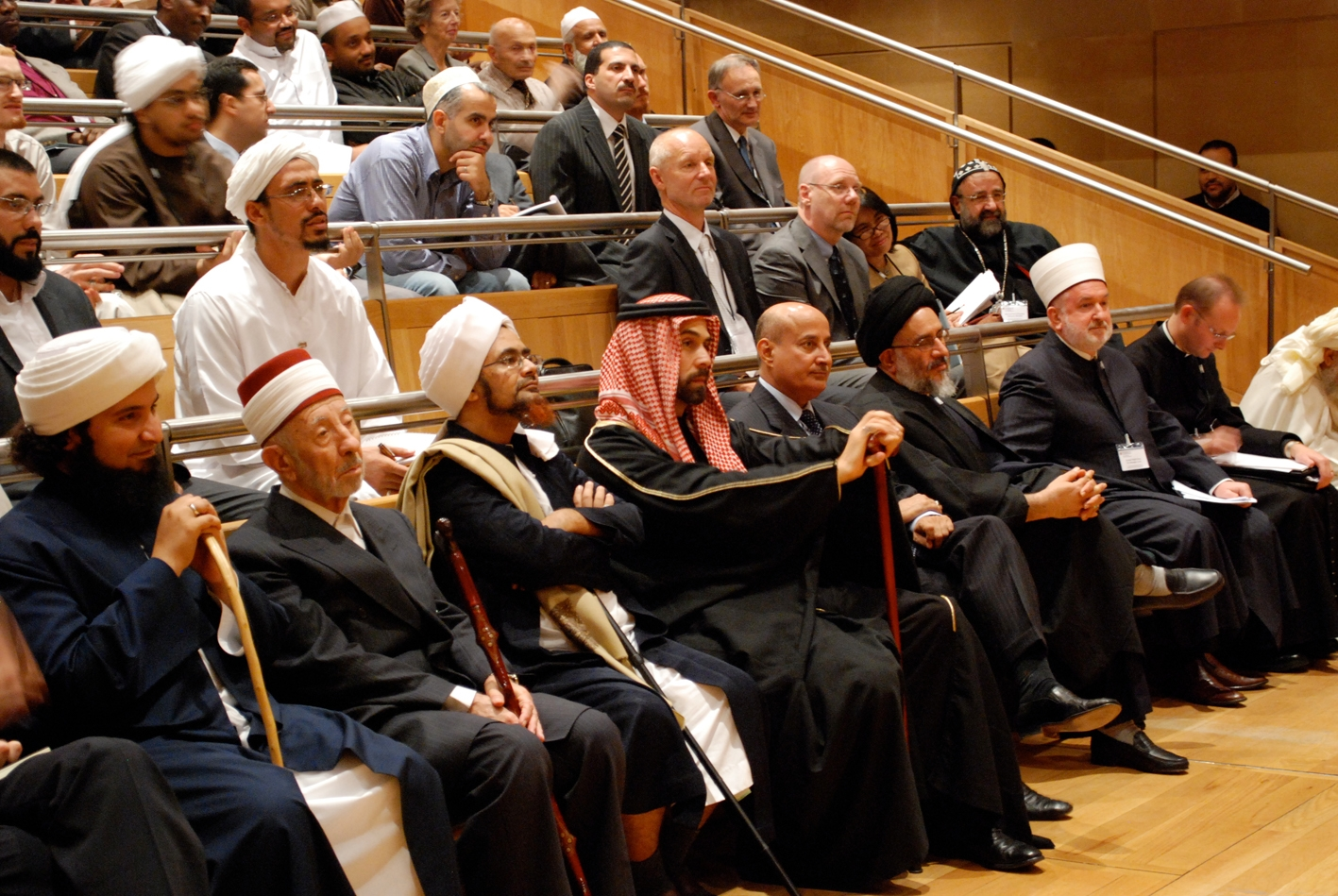
عمر بن حفيظ (الثالث من اليسار) في أحد المؤتمرات الدولية في لندن

له العديد من الرحلات في الدعوة إلى الله ونشر العلم الشرعي إلى مختلف الأقطار، كالشام، ومصر، والسودان، والهند، وباكستان، وإندونيسيا، وماليزيا، وسنغافورة، وبروناي، وسيريلانكا، وكينيا، وتنزانيا، وجزر القمر، ودول الخليج، واتصل بأسانيد كثير من العلماء في تلك الأقطار. كما شارك في حضور عدد من المؤتمرات الإسلامية كان من آخرها:
- المؤتمر الثاني عشر لمجمع البحوث الإسلامية تحت رعاية الأزهر الشريف بعنوان (هذا هو الإسلام) الذي عقد في مدينة القاهرة عاصمة جمهورية مصر العربية في 3 صفر 1422 هـ.
- مؤتمر (هذا هو الإسلام) المنعقد في سيريلانكا في شهر محرم 1423 هـ.
- ملتقى العلماء العالمي في ماليزيا بعنوان (الإسلام في عصر العولمة) في الفترة من 11 إلى 13 جمادى الأولى 1424 هـ.
- مؤتمر (الهدي النبوي في الدعوة والإرشاد) الذي نظمته وزارة العدل والشئون الإسلامية والأوقاف في دولة الإمارات العربية المتحدة في الفترة من 11 إلى 16 رمضان 1425 هـ.
- مؤتمر (نحن والآخر) الذي نظمته وزارة الأوقاف والشئون الإسلامية في دولة الكويت في الفترة من 6 إلى 8 صفر الخير 1427 هـ.
- مؤتمر الحوار الإسلامي المسيحي في جامعة كامبريدج في بريطانيا في الفترة من 11 إلى 15 شوال 1429 هـ.
- مؤتمر أهل السنة والجماعة أو المؤتمر العالمي لعلماء المسلمين المعروف بـ(مؤتمر الشيشان) أو مؤتمر غروزني الذي استضافته مدينة غروزني عاصمة جمهورية الشيشان في الفترة من 21 إلى 23 ذو القعدة 1437 هـ.

## مؤلفاته
وله العديد من المؤلفات والإصدارات السمعية والمرئية، منها:
- «إسعاف طالبي رضا الخلاق ببيان مكارم الأخلاق»
- «توجيهات الطلاب»
- «توجيه النبيه لمرضاة باريه»
- «الخطاب الإسلامي في المؤسسات الدينية»
- «شرح منظومة السند العلوي»
- «خلُقنا»
- «الذخيرة المشرفة» وقد ترجم لعدة لغات
- «خلاصة المدد النبوي» في الأذكار
- «الضياء اللامع بذكر مولد النبي الشافع»
- «الشراب الطهور في ذكر سيرة بدر البدور»
- «التوجيهات النبوية في الخطب الجمعية»
- «فيض الإمداد في خطب الجمعة والكسوفين والاستسقاء والأعياد»
- «المختار من شفاء السقيم»
- «ثقافة الخطيب»
- «نور الإيمان من كلام حبيب الرحمن»
- ديوان شعر بعنوان «فائضات المن من رحمات وهّاب المنن»
- «مملكة القلب والأعضاء»

## وصلات خارجية
- دار المصطفى بتريم للدراسات الإسلامية